# Gouvernement Wilson II
Royaume-Uni
Wilson I Heath
Le gouvernement Wilson (2) (en anglais : Second Wilson Ministry) est le 80e gouvernement du Royaume-Uni entre le 31 mars 1966 et le 19 juin 1970, sous la 44e législature du Parlement.
Il est dirigé par le travailliste Harold Wilson, vainqueur à la majorité absolue des élections de 1996. Il succède au gouvernement Wilson I et cède le pouvoir au gouvernement d'Edward Heath après que le Parti conservateur a remporté la majorité absolue aux élections anticipées de 1970.

## Historique
Ce gouvernement est dirigé par le Premier ministre travailliste sortant Harold Wilson, anciennement président de la commission du Commerce sous Clement Attlee. Il est constitué et soutenu par le Parti travailliste, qui dispose de 364 députés sur 630, soit 57,7 % des sièges de la Chambre des communes.
Il est formé à la suite des élections générales du 31 mars 1966.
Il succède donc au gouvernement Wilson I, constitué et soutenu dans les mêmes conditions mais avec une majorité absolue bien plus courte.

### Formation
Au cours du scrutin, le Parti travailliste — revenu au pouvoir en 1964 après 13 ans dans l'opposition — conforte sa majorité absolue avec un gain net de 47 députés. Le jour même du scrutin, la reine Élisabeth II confirme Harold Wilson et l'ensemble des ministres dans leurs fonctions. Le Premier ministre procède une semaine plus tard à un remaniement ministériel.

### Succession
À la demande du chef de l'exécutif, la souveraine prononce le 29 mai 1970 la dissolution de la Chambre des communes, plus d'un an avant le terme officiel de la 44e législature. Lors des élections générales anticipées du 18 juin suivant, les Britanniques confèrent au Parti conservateur une nette majorité absolue de 330 parlementaires. En conséquence, Harold Wilson s'efface au profit du chef de l'opposition Edward Heath, qui forme son propre gouvernement.

## Composition du cabinet

### Initiale (16 octobre 1964)
| Fonction                                                                 | Titulaire | Titulaire         | Parti        |
| ------------------------------------------------------------------------ | --------- | ----------------- | ------------ |
| Premier ministre Premier lord du Trésor Ministre de la Fonction publique |           | Harold Wilson     | Travailliste |
| Premier secrétaire d'État Secrétaire d'État aux Affaires économiques     |           | George Brown      | Travailliste |
| Lord grand chancelier                                                    |           | Gerald Gardiner   | Travailliste |
| Lord président du Conseil Leader de la Chambre des communes              |           | Herbert Bowden    | Travailliste |
| Lord du sceau privé                                                      |           | Frank Soskice     | Travailliste |
| Chancelier de l'Échiquier                                                |           | James Callaghan   | Travailliste |
| Secrétaire d'État aux Affaires étrangères                                |           | Michael Stewart   | Travailliste |
| Secrétaire d'État à l'Intérieur                                          |           | Roy Jenkins       | Travailliste |
| Secrétaire d'État aux Colonies Leader de la Chambre des lords            |           | Frank Pakenham    | Travailliste |
| Secrétaire d'État aux Relations avec le Commonwealth                     |           | Arthur Bottomley  | Travailliste |
| Secrétaire d'État à la Défense                                           |           | Denis Healey      | Travailliste |
| Secrétaire d'État à l'Éducation et à la Science                          |           | Anthony Crosland  | Travailliste |
| Chancelier du duché de Lancastre                                         |           | Douglas Houghton  | Travailliste |
| Ministre de l'Agriculture, de la Pêche et de l'Alimentation              |           | Fred Peart        | Travailliste |
| Ministre du Développement à l'étranger                                   |           | Anthony Greenwood | Travailliste |
| Ministre de l'Électricité                                                |           | Frederick Lee     | Travailliste |
| Ministre de la Technologie                                               |           | Frank Cousins     | Travailliste |
| Président de la commission du Commerce                                   |           | Douglas Jay       | Travailliste |
| Ministre des Transports                                                  |           | Barbara Castle    | Travailliste |
| Ministre du Logement et des Collectivités locales                        |           | Richard Crossman  | Travailliste |

### Remaniement du6 avril 1966
| Fonction                                                                 | Titulaire | Titulaire                                     | Parti        |
| ------------------------------------------------------------------------ | --------- | --------------------------------------------- | ------------ |
| Premier ministre Premier lord du Trésor Ministre de la Fonction publique |           | Harold Wilson                                 | Travailliste |
| Premier secrétaire d'État Secrétaire d'État aux Affaires économiques     |           | George Brown                                  | Travailliste |
| Lord grand chancelier                                                    |           | Gerald Gardiner                               | Travailliste |
| Lord président du Conseil Leader de la Chambre des communes              |           | Herbert Bowden                                | Travailliste |
| Lord du sceau privé Leader de la Chambre des lords                       |           | Frank Pakenham                                | Travailliste |
| Chancelier de l'Échiquier                                                |           | James Callaghan                               | Travailliste |
| Secrétaire d'État aux Affaires étrangères                                |           | Michael Stewart                               | Travailliste |
| Secrétaire d'État à l'Intérieur                                          |           | Roy Jenkins                                   | Travailliste |
| Secrétaire d'État aux Colonies                                           |           | Frederick Lee (jusqu'au 01/08/1966)           | Travailliste |
| Secrétaire d'État aux Relations avec le Commonwealth                     |           | Arthur Bottomley                              | Travailliste |
| Secrétaire d'État à la Défense                                           |           | Denis Healey                                  | Travailliste |
| Secrétaire d'État à l'Éducation et à la Science                          |           | Anthony Crosland                              | Travailliste |
| Ministre sans portefeuille                                               |           | Douglas Houghton                              | Travailliste |
| Ministre de l'Agriculture, de la Pêche et de l'Alimentation              |           | Fred Peart                                    | Travailliste |
| Ministre du Développement à l'étranger                                   |           | Anthony Greenwood                             | Travailliste |
| Ministre de l'Électricité                                                |           | Richard Marsh                                 | Travailliste |
| Ministre de la Technologie                                               |           | Frank Cousins (jusqu'au 04/07/1966) Tony Benn | Travailliste |
| Président de la commission du Commerce                                   |           | Douglas Jay                                   | Travailliste |
| Ministre des Transports                                                  |           | Barbara Castle                                | Travailliste |
| Ministre du Logement et des Collectivités locales                        |           | Richard Crossman                              | Travailliste |

### Remaniement du11 août 1966
| Fonction                                                                 | Titulaire | Titulaire                                                | Parti        |
| ------------------------------------------------------------------------ | --------- | -------------------------------------------------------- | ------------ |
| Premier ministre Premier lord du Trésor Ministre de la Fonction publique |           | Harold Wilson                                            | Travailliste |
| Premier secrétaire d'État Secrétaire d'État aux Affaires économiques     |           | Michael Stewart                                          | Travailliste |
| Lord grand chancelier                                                    |           | Gerald Gardiner                                          | Travailliste |
| Lord président du Conseil Leader de la Chambre des communes              |           | Richard Crossman                                         | Travailliste |
| Lord du sceau privé Leader de la Chambre des lords                       |           | Frank Pakenham                                           | Travailliste |
| Chancelier de l'Échiquier                                                |           | James Callaghan                                          | Travailliste |
| Secrétaire d'État aux Affaires étrangères                                |           | George Brown                                             | Travailliste |
| Secrétaire d'État à l'Intérieur                                          |           | Roy Jenkins                                              | Travailliste |
| Secrétaire d'État à la Défense                                           |           | Denis Healey                                             | Travailliste |
| Secrétaire d'État à l'Éducation et à la Science                          |           | Anthony Crosland                                         | Travailliste |
| Ministre sans portefeuille                                               |           | Douglas Houghton (jusqu'au 07/01/1967) Edward Shackleton | Travailliste |
| Ministre sans portefeuille                                               |           | Patrick Gordon Walker (du 07/01 au 21/08/1967)           | Travailliste |
| Ministre de l'Agriculture, de la Pêche et de l'Alimentation              |           | Fred Peart                                               | Travailliste |
| Ministre du Développement à l'étranger                                   |           | Arthur Bottomley                                         | Travailliste |
| Ministre de l'Électricité                                                |           | Richard Marsh                                            | Travailliste |
| Ministre de la Technologie                                               |           | Tony Benn                                                | Travailliste |
| Président de la commission du Commerce                                   |           | Douglas Jay                                              | Travailliste |
| Ministre des Transports                                                  |           | Barbara Castle                                           | Travailliste |
| Ministre du Logement et des Collectivités locales                        |           | Anthony Greenwood                                        | Travailliste |

### Remaniement du29 août 1967
| Fonction                                                                 | Titulaire | Titulaire                                              | Parti        |
| ------------------------------------------------------------------------ | --------- | ------------------------------------------------------ | ------------ |
| Premier ministre Premier lord du Trésor Ministre de la Fonction publique |           | Harold Wilson                                          | Travailliste |
| Premier secrétaire d'État                                                |           | Michael Stewart (jusqu'au 18/03/1968)                  | Travailliste |
| Lord grand chancelier                                                    |           | Gerald Gardiner                                        | Travailliste |
| Lord président du Conseil Leader de la Chambre des communes              |           | Richard Crossman                                       | Travailliste |
| Lord du sceau privé Leader de la Chambre des lords                       |           | Frank Pakenham (jusqu'au 16/01/1968) Edward Shackleton | Travailliste |
| Chancelier de l'Échiquier                                                |           | James Callaghan (jusqu'au 30/11/1967) Roy Jenkins      | Travailliste |
| Secrétaire d'État aux Affaires économiques                               |           | Peter Shore                                            | Travailliste |
| Secrétaire d'État aux Affaires étrangères                                |           | George Brown (jusqu'au 16/03/1968) Michael Stewart     | Travailliste |
| Secrétaire d'État à l'Intérieur                                          |           | Roy Jenkins (jusqu'au 30/11/1967) James Callaghan      | Travailliste |
| Secrétaire d'État à la Défense                                           |           | Denis Healey                                           | Travailliste |
| Secrétaire d'État à l'Éducation et à la Science                          |           | Patrick Gordon Walker                                  | Travailliste |
| Ministre sans portefeuille                                               |           | Edward Shackleton (jusqu'au 16/01/1968)                | Travailliste |
| Ministre de l'Agriculture, de la Pêche et de l'Alimentation              |           | Fred Peart                                             | Travailliste |
| Ministre de l'Électricité                                                |           | Richard Marsh                                          | Travailliste |
| Ministre de la Technologie                                               |           | Tony Benn                                              | Travailliste |
| Président de la commission du Commerce                                   |           | Anthony Crosland                                       | Travailliste |
| Ministre des Transports                                                  |           | Barbara Castle                                         | Travailliste |
| Ministre du Logement et des Collectivités locales                        |           | Anthony Greenwood                                      | Travailliste |

### Remaniement du6 avril 1968
| Fonction                                                                     | Titulaire | Titulaire                               | Parti        |
| ---------------------------------------------------------------------------- | --------- | --------------------------------------- | ------------ |
| Premier ministre Premier lord du Trésor Ministre de la Fonction publique     |           | Harold Wilson                           | Travailliste |
| Première secrétaire d'État Secrétaire d'État à l'Emploi et à la Productivité |           | Barbara Castle                          | Travailliste |
| Lord grand chancelier                                                        |           | Gerald Gardiner                         | Travailliste |
| Lord président du Conseil Leader de la Chambre des communes                  |           | Richard Crossman                        | Travailliste |
| Lord du sceau privé                                                          |           | Fred Peart                              | Travailliste |
| Chancelier de l'Échiquier                                                    |           | Roy Jenkins                             | Travailliste |
| Secrétaire d'État aux Affaires économiques                                   |           | Peter Shore                             | Travailliste |
| Secrétaire d'État aux Affaires étrangères                                    |           | Michael Stewart                         | Travailliste |
| Secrétaire d'État à l'Intérieur                                              |           | James Callaghan                         | Travailliste |
| Secrétaire d'État à la Défense                                               |           | Denis Healey                            | Travailliste |
| Secrétaire d'État à l'Éducation et à la Science                              |           | Edward Short                            | Travailliste |
| Trésorier-payeur général Leader de la Chambre des lords                      |           | Edward Shackleton                       | Travailliste |
| Ministre de l'Agriculture, de la Pêche et de l'Alimentation                  |           | Cledwyn Hughes                          | Travailliste |
| Ministre de l'Électricité                                                    |           | Ray Gunter (jusqu'au 01/1968) Roy Mason | Travailliste |
| Ministre de la Technologie                                                   |           | Tony Benn                               | Travailliste |
| Président de la commission du Commerce                                       |           | Anthony Crosland                        | Travailliste |
| Ministre des Transports                                                      |           | Richard Marsh                           | Travailliste |
| Ministre du Logement et des Collectivités locales                            |           | Anthony Greenwood                       | Travailliste |

### Remaniement du17 octobre 1968
| Fonction                                                                     | Titulaire | Titulaire         | Parti        |
| ---------------------------------------------------------------------------- | --------- | ----------------- | ------------ |
| Premier ministre Premier lord du Trésor Ministre de la Fonction publique     |           | Harold Wilson     | Travailliste |
| Première secrétaire d'État Secrétaire d'État à l'Emploi et à la Productivité |           | Barbara Castle    | Travailliste |
| Lord grand chancelier                                                        |           | Gerald Gardiner   | Travailliste |
| Lord président du Conseil Leader de la Chambre des communes                  |           | Fred Peart        | Travailliste |
| Lord du sceau privé Leader de la Chambre des lords                           |           | Edward Shackleton | Travailliste |
| Chancelier de l'Échiquier                                                    |           | Roy Jenkins       | Travailliste |
| Secrétaire d'État aux Affaires économiques                                   |           | Peter Shore       | Travailliste |
| Secrétaire d'État aux Affaires étrangères et du Commonwealth                 |           | Michael Stewart   | Travailliste |
| Secrétaire d'État à l'Intérieur                                              |           | James Callaghan   | Travailliste |
| Secrétaire d'État à la Défense                                               |           | Denis Healey      | Travailliste |
| Secrétaire d'État à l'Éducation et à la Science                              |           | Edward Short      | Travailliste |
| Trésorier-payeur général                                                     |           | Edward Shackleton | Travailliste |
| Ministre sans portefeuille                                                   |           | George Thomson    | Travailliste |
| Ministre de l'Agriculture, de la Pêche et de l'Alimentation                  |           | Cledwyn Hughes    | Travailliste |
| Ministre de l'Électricité                                                    |           | Roy Mason         | Travailliste |
| Ministre de la Technologie                                                   |           | Tony Benn         | Travailliste |
| Président de la commission du Commerce                                       |           | Anthony Crosland  | Travailliste |
| Ministre des Transports                                                      |           | Richard Marsh     | Travailliste |
| Ministre du Logement et des Collectivités locales                            |           | Anthony Greenwood | Travailliste |

### Remaniement du1ernovembre 1968
| Fonction                                                                     | Titulaire | Titulaire         | Parti        |
| ---------------------------------------------------------------------------- | --------- | ----------------- | ------------ |
| Premier ministre Premier lord du Trésor Ministre de la Fonction publique     |           | Harold Wilson     | Travailliste |
| Première secrétaire d'État Secrétaire d'État à l'Emploi et à la Productivité |           | Barbara Castle    | Travailliste |
| Lord grand chancelier                                                        |           | Gerald Gardiner   | Travailliste |
| Lord président du Conseil Leader de la Chambre des communes                  |           | Fred Peart        | Travailliste |
| Lord du sceau privé Leader de la Chambre des lords                           |           | Edward Shackleton | Travailliste |
| Chancelier de l'Échiquier                                                    |           | Roy Jenkins       | Travailliste |
| Secrétaire d'État aux Affaires économiques                                   |           | Peter Shore       | Travailliste |
| Secrétaire d'État aux Affaires étrangères et du Commonwealth                 |           | Michael Stewart   | Travailliste |
| Secrétaire d'État à l'Intérieur                                              |           | James Callaghan   | Travailliste |
| Secrétaire d'État à la Défense                                               |           | Denis Healey      | Travailliste |
| Secrétaire d'État à l'Éducation et à la Science                              |           | Edward Short      | Travailliste |
| Secrétaire d'État aux Services sociaux                                       |           | Richard Crossman  | Travailliste |
| Trésorier-payeur général                                                     |           | Judith Hart       | Travailliste |
| Ministre sans portefeuille                                                   |           | George Thomson    | Travailliste |
| Ministre de l'Agriculture, de la Pêche et de l'Alimentation                  |           | Cledwyn Hughes    | Travailliste |
| Ministre de l'Électricité                                                    |           | Roy Mason         | Travailliste |
| Ministre de la Technologie                                                   |           | Tony Benn         | Travailliste |
| Président de la commission du Commerce                                       |           | Anthony Crosland  | Travailliste |
| Ministre des Transports                                                      |           | Richard Marsh     | Travailliste |
| Ministre du Logement et des Collectivités locales                            |           | Anthony Greenwood | Travailliste |
| Secrétaire en chef du Trésor                                                 |           | Jack Diamond      | Travailliste |

### Remaniement du6 octobre 1969
| Fonction                                                                     | Titulaire | Titulaire         | Parti        |
| ---------------------------------------------------------------------------- | --------- | ----------------- | ------------ |
| Premier ministre Premier lord du Trésor Ministre de la Fonction publique     |           | Harold Wilson     | Travailliste |
| Première secrétaire d'État Secrétaire d'État à l'Emploi et à la Productivité |           | Barbara Castle    | Travailliste |
| Lord grand chancelier                                                        |           | Gerald Gardiner   | Travailliste |
| Lord président du Conseil Leader de la Chambre des communes                  |           | Fred Peart        | Travailliste |
| Lord du sceau privé Leader de la Chambre des lords                           |           | Edward Shackleton | Travailliste |
| Chancelier de l'Échiquier                                                    |           | Roy Jenkins       | Travailliste |
| Secrétaire d'État aux Affaires étrangères et du Commonwealth                 |           | Michael Stewart   | Travailliste |
| Secrétaire d'État à l'Intérieur                                              |           | James Callaghan   | Travailliste |
| Secrétaire d'État à la Défense                                               |           | Denis Healey      | Travailliste |
| Secrétaire d'État à l'Éducation et à la Science                              |           | Edward Short      | Travailliste |
| Secrétaire d'État aux Services sociaux                                       |           | Richard Crossman  | Travailliste |
| Trésorier-payeur général                                                     |           | Harold Lever      | Travailliste |
| Chancelier du duché de Lancastre                                             |           | George Thomson    | Travailliste |
| Ministre de l'Agriculture, de la Pêche et de l'Alimentation                  |           | Cledwyn Hughes    | Travailliste |
| Ministre de la Technologie                                                   |           | Tony Benn         | Travailliste |
| Président de la commission du Commerce                                       |           | Roy Mason         | Travailliste |
| Secrétaire en chef du Trésor                                                 |           | Jack Diamond      | Travailliste |